# Grigórios Phléssas
Ne doit pas être confondu avec Papaflessas (film) ou Papafléssas (Grèce).
Yeóryios Phléssas (grec moderne : Γεώργιος Παναγιώτου Φλέσσας), ou Papaphléssas (Παπαφλέσας) ou Grigórios Dikéos (Γρηγόριος Δικαίος) (1788 - 1825) fut un moine grec et un héros de la Guerre d'indépendance grecque.
Yeóryios Phléssas était son nom de baptême ; son nom d'ecclésiastique était Grigórios Phléssas, surnommé Papaphléssas ou Grigórios Dhikéos,. Il est surtout connu en tant que Papaphléssas c'est-à-dire « le pope Phléssas » (nom du clan péloponnésien de Messénie dont il était issu). Son surnom de dhikéos signifie « juste, droit, honnête ».

## Biographie
Il était le plus jeune des 28 enfants que son père avait eus. Il étudia à Dimitsana et devint moine, puis archimandrite.
Il fut membre de la Filikí Etería, avec le pseudonyme d'Harmodius (« tueur de tyrans ») et le numéro 5.
Il participa à l'Assemblée nationale d'Épidaure en 1822 puis lors de l'Assemblée nationale d'Astros l'année suivante. Par la suite, il prit part aux combats de la guerre d'indépendance grecque dans le Péloponnèse et périt à la bataille de Maniaki contre les troupes d'Ibrahim Pacha en 1825.

## Hommages
En 1915, un village de Messénie fut renommé en sa mémoire, près du lieu où il fut tué. En 1971, durant la dictature des colonels, un film biographique éponyme lui fut consacré.